# Mithelfende Familienangehörige
Als mithelfende Familienangehörige (Abkürzung MiFa) bezeichnet man in der amtlichen Statistik Familienangehörige, die in einem Betrieb familienhafte Mitarbeit leisten. Dabei wird der Betrieb von einem Familienangehörigen als Selbstständiger geleitet und die mithelfenden Familienangehörigen erhalten für ihre Arbeitsleistung keinen Lohn oder nur ein Taschengeld und es werden keine Beiträge zur Sozialversicherung geleistet. Diese Form der Beschäftigung kommt am häufigsten in der Landwirtschaft vor und wird immer seltener.
In Deutschland sind in der Landwirtschaft der Begriff der „Familienangehörigen“ legal definiert: Es handelt sich um Verwandte bis zum dritten Grad und Verschwägerte bis zum zweiten Grad sowie Pflegekinder eines landwirtschaftlichen Unternehmens oder seines Ehegatten/Lebenspartners. Diese Abgrenzung wurde auch am 7. November 2001 in den Gemeinsamen Grundsätzen zur Beurteilung der Versicherungspflicht in der Renten- und Arbeitslosenversicherung von mitarbeitenden Familienangehörigen in der Landwirtschaft des damaligen Bundesverbandes der landwirtschaftlichen Krankenkassen, des damaligen Verbandes Deutscher Rentenversicherungsträger und der Bundesanstalt für Arbeit vorgenommen. Diese mitarbeitenden Familienangehörigen in der Landwirtschaft werden mit dem Personengruppenschlüssel 112 kodiert.
Seit 1. Januar 2005 gilt in Deutschland: Wird ein neuer Mitarbeiter bei der für den Einzug der Sozialversicherungsbeiträge zuständigen Stelle, im Allgemeinen die Krankenkassen, angemeldet, ist anzugeben, ob es sich dabei um einen Ehegatten/Lebenspartner oder einen Abkömmling (Kind, Enkel, ..., auch adoptierte, jedoch keine Stief-/Pflege-Kinder) handelt (DEÜV Statuskennzeichen „1“). Die Einzugsstelle verschickt dann automatisch den Feststellungsbogen an den Arbeitgeber. Über das Versicherungsverhältnis entscheidet die zuständige Einzugsstelle, in schwierigen Fällen und bei der Status-Bewertung von Abkömmlingen gibt sie das Verfahren an die Clearingstelle der Deutschen Rentenversicherung Bund in Berlin ab. Andere Behörden, wie etwa die Agentur für Arbeit, sind an die Entscheidung der Einzugsstellen und der Clearingstelle gebunden.
Eine Unterscheidung der Verwandtschaftsnähe wird auch von der Bundesagentur für Arbeit gemacht: Ehegatte, Lebenspartner oder in gerader Linie verwandt/abstammend, z. B. leibliche Kinder, (Ur-)Enkel oder Adoptivkinder, nicht aber Stief- oder Pflegekinder.